# 보니 서머빌
보니 서머빌(영어: Bonnie Somerville)는 미국의 배우, 가수이다.

## 출연 작품

### 영화
- 위드아웃 어 패들 (2004)
- 더 프린스 (2014)

### 텔레비전
- 프렌즈 (2001-02)
- The O.C. (2003)
- 뉴욕경찰 24시 (2004-05)
- 캐시미어 마피아 (2008)
- 코드 블랙 (2015-16)